# Borneostyrax cristatus
Borneostyrax cristatus – gatunek chrząszcza z rodziny kózkowatych i podrodziny zgrzypikowych. Jedyny przedstawiciel rodzaju Borneostyrax.

## Zasięg występowania
Gatunek ten występuje na Borneo.